# Ся Гуй
Ся Гуй (夏圭, 1180 — 1230) — один з провідних китайських живописців епохи Південна Сун, його традиційно відносять до групи Нань Сун сицзя («Чотири великі майстри епохи Південна Сун»).

## Життєпис
Народився у 1180 році у м. Цяньтан (передмістя сучасного м.Ханчжоу, провінція Чжецзян). Про життєвий шлях Ся Гуя відомо тільки, що він пройшов навчання в Академії живопису, був прийнятий в її штат, де пропрацював, до кінця 1220-х років, зайнявши в період правління імператора Нін-цзуна один з вищих академічних постів — дайчжао («чекаючий імператорських вказівок»). Помер у 1230 році.

## Творчість
Збереглося понад 50 робіт (святкових і альбомних аркушів) Ся Гуя, які знаходяться в різних музейних та приватних колекціях, переважно в Китаї, на Тайвані і в Японії. У молоді роки він працював у фігуративному живописі — жанрі жень-у (人物, «живопис фігур»), створюючи жанрові композиції в стилі свого вчителя Лі Тана, і лише досягнувши творчої зрілості, звернувся до пейзажу — шань-шуй (山水. «живопис гір і вод»), піднявшись в ньому до вершин живописної майстерності.
Ся Гуй творив у монохромній та поліхромній техніках, віддаючи перевагу кільком сюжетним і композиційним схемам. Одну з пріоритетних сюжетно—стилістичних груп його пейзажного живопису складають панорамні ландшафти на довгих горизонтальних сувоях, найкращими зразками яких визнані картини «Шань шуйши ерцзинту» («Дванадцять пейзажних видів», довжина понад 2 м, папір, туш, Галерея мистецтв Нельсона-Аткінса, м.Канзас-Сіті) і «Сішань цинюань ту» («Ясні дали потоків і гір», інший варіант перекладу назви — «Далекі ясні види над потоками і горами», 46,5 х889, 1 см, папір, туш, Національний Палацовий музей, м.Тайбей). Перший з названих сувоїв наслідує двом манерам — «південного» пейзажу (наньцзун, в сучасній термінології «південний пейзажний напрямок», Наньфан-шаньшуй-хуапай), який зародився зі станкового живопису Х ст. і «туманно—хмарного стилю» (юньу-яньай), висхідного до живопису Мі Фу та Мі Юженя. Наслідування зазначених традицій проявляється в ескізних зображеннях, передачі повітряного і водного середовища з максимальним використанням техніки размивок, трактуванні силуетів гір, виступаючих з туманної пелени і переданих мінімальною кількістю ліній. Деякої новацією пейзажу Ся Гуя в першому з названих сувоїв, в порівнянні з попередніми творами «туманно—хмарного стилю», є використання (застосовувався раніше лише в інших жанрах) прийому розділу ландшафту на фрагменти. Плавно переходячи один в інший, кожен фрагмент в той же час зберігає певну композиційну самодостатність і навіть наділяється самостійною назвою, наприклад: «Цин цзян се ван»(«Вид на чисту гладь»), «Моу лин цзя Цюй» («Впиваючись красою кущі дерев»), «Яо шань шу янь» («Самотній гусак, [що летить над] далекими горами»). Складені з чотирьох ієрогліфів (що викликають у пам'яті древній четирехсловний поетичний розмір), виконані тонким каліграфічним почерком і майстерно введені в художній простір картини, ці написи, з одного боку, сприймаються як буквально реалізовані установки на органічне поєднання живопису і каліграфії, проголошеної в естетичних розробках представників школи «художників-літераторів» (веньжень хуа). З іншого боку, в подібній дискретності пейзажу знайшла відображення загальна для південносунського живопису тенденція посилення ліричного початку творів і камерності пейзажних сцен.
Сувій «Ясні дали потоків і гір», показуючи ландшафт, що складається з масивних, шаруватих гірських форм, вторить інший пейзажної традиції — так званому панорамно—монументальному стилю академічного живопису епохи Північна Сун (Бей Сун). Художній простір картини щільно структуровано, хоча в низці фрагментів (відтворюючих річкові види, небо над відрогами гір і скелі, які йдуть вдаличинь) помітно переважання водного та повітряного середовища. Усі деталі композиції (скелі, валуни, дерева, чагарники, житла, рибальські човни, містки, перекинуті через потоки) ретельно опрацьовані. В цілому, художник в цьому сувої віддає перевагу графічним прийомам пензля: тонким лініях, штрихуванню і крапкам.
Окрему і теж важливу сюжетно—стилістичну групу у творчості Ся Гуя утворюють картини «споглядання природи», вирішені ним у двох основних композиційних варіантах. Перший з них заснований на зображенні одиночної фігури людини в ландшафтному оточенні, наприклад, у альбомному аркуші «Лінь лю фу цінь» («Гра на цине біля потоку», інший варіант перекладу назви — «Гра на лютні біля річки», 25,5 х25, 5 см, шовк, туш. Музей Гугун, м.Пекін). Альтернативне рішення композиції обігрує образ загубленої в пейзажі відокремленої хатини, прикладами чого виступають альбомні листи «У чжу чі гуань» («Подвір'я [на березі] озера [серед] платанів і бамбукових [заростей]», 34х26 см, папір, туш. Музей Гугун, м. Пекін) і «Гуань пу» («Дивлячись на зливу», 24,7 х25, 7 см, шовк, туш. Національний палацовий музей, м. Тайбей). В обох випадках зображено камерний пейзаж, що включає обмежений набір елементів: скелястий берег або кам'яні брили на березі озера або річки, кілька стовбурів сосен або листяних дерев, що нависають над колибою, гірські ланцюги, які тануть в хмарній далині. При цьому нерідко використовується асиметрична побудова композиції.
Показово перевага, що віддається Ся Гуєм формату альбомного аркуша. Це пояснюється не стільки його особистими художніми смаками, скільки загальним для південносунського академічного пейзажу процесом, пов'язаним із збільшеною увагою до особистості і настроям людини, актуалізацією передачі медитативного стану. Все це отримало вираження в серійності картин на альбомних аркушах, чергування яких, виконуючи зазначені завдання, разом з тим, викликало у глядача швидку зміну вражень.
Важливою особливістю творчості Ся Гуя є також популярність в ньому «сніжного» пейзажу. Про це свідчать, насамперед, наведені у більш пізніх каталогах назви його творів, наприклад, «Цзян тянь чжай Сюе ту» («Річка і небо після припинення снігопаду»), «Фен Сюе гуй чжуан ту» («Повернення в садибу [під] вітром і снігом»). До числа небагатьох збережених робіт такого роду відноситься картина «Сюе тан ке хуа ту» («Бесіда гостей в залі, [занесеному] снігом», 28,2 х29, 5 см, папір, туш, фарби. Музей Гугун, м. Пекін). За настроєм і особливостям композиції вона примикає до сцен «споглядання природи»: ліву частину займає зображення будинку на березі річки, що стоїть біля підніжжя обриву в оточенні оголених дерев. Примітно, що зображення обриву у Ся Гуя частково зрізано лівим краєм картини, вторячи трактуванням гір у північно-Сунськой академічному пейзажі. У правій частині пейзажу, навпаки, показаний гірський відріг, плавно йде вгору. В цілому, естетичне своєрідність композиції визначається контрастом між «пасивним» способом передачі білизни сніжного покриву і активною роботою кисті в малюнку тонко виписаних дерев.
У творчому доробку Ся Гуя присутньо чимало творів, які не піддаються умовної класифікації. Серед них — вертикальний сувій «Фен юй ту» («Вітер і дощ», інший варіант перекладу назви — «Буря», шовк, туш. Збірка Каватасі, Японія). На передньому плані представлено зображення гірського відрогу з декількома деревами, зігнутими потужним поривом вітру — з їх сплутаних гілок буревій зриває дивом уцілілі листя. Під деревами на самому березі річки помітна стара будова і перекинутий через вируючий потік хиткий місток, на який вступає людина, кваплячись сховатися від негоди за стінами хатини. Хаотичні обриси чорних, виконаних густими, ковзаючими мазками туші, дерев, готових, здається, ось-ось впасти на дах оселі, поховавши під собою його мешканців, надають композиції настрій тривоги, сум'яття і безвихіді. Ледь намічена у верхній частині картини скеля, на якій тремтять охоплені вітром рослини, ритмічно повторюючи обриси дерев переднього плану, підсилює ці настрої.
Багато рис у творчості Ся Гуя (використання сюжету «споглядання природи», перевагу камерних композицій, прагнення обігравати «порожнистість» художнього простору, переважання асиметричних побудов, а також певних трактувань фігур людей і дерев з вигадливо вигнутими стовбурами і гілками) перегукуються з живописом іншого прославленого майстра епохи Південна Сун — Ма Юаня. Ся Гуй мав яскравою і легко впізнаваною художньою індивідуальністю, що включає в себе манеру письма, не менш віртуозну, ніж у Ма Юаня, але більш багату прийомами, що дозволяють використовувати широкий діапазон графічних можливостей (від чистої й чіткої каліграфічної лінії до елементів скорописного подчерка). Ся Гуй, вільно імпровізуючи, застосовував і сміливі, соковиті риси. Надаючи письму розмашистість і динамічність, вони забезпечували його роботам особливий декоративний ефект, при якому монохромні пейзажі можуть справляти враження виконаних в кольорі.
Творчість Ся Гуя і Ма Юаня ще при їх житті було оголошено еталонним, і надалі в теорії китайського живопису фігурувало під назвою Ма-Ся 马夏, тобто «Стиль (школа або напрям) Ма Юаня і Ся Гуя».